# 남부긴꼬리쥐
남부긴꼬리쥐(Sicista subtilis)는 뛰는쥐과에 속하는 설치류의 일종이다. 발칸반도와 우크라이나, 루마니아, 러시아 남부 그리고 헝가리의 고립된 한 곳(보르소디 메조제그 보호 경관 지역)에서 발견된다. 특히 헝가리의 아종은 멸종위급종으로 엄격히 보호되고 있다. 2006년 70년만에 처음으로 살아있는 표본을 포획했다. 남부긴꼬리쥐의 가장 두드러진 특징은 등 중앙을 타고 이어지는 검은 줄무늬이며, 양쪽으로 두 개의 좁은 밝은 줄무늬로 경계를 이룬다. 머리부터 엉덩이까지 길이는 56~72mm이고, 꼬리 길이는 몸길이의 110~130% 정도이다. 털 바탕색은 회색-갈색이다. 남부긴꼬리쥐는 대초원에서 사는 동물이다. 여름에는 땅 아래에 굴을 파고 겨울잠을 잔다. 녹색 식물과 곤충을 먹는다.